# Bischwind (Seßlach)
Bischwind  ist ein Gemeindeteil der oberfränkischen Stadt Seßlach im Landkreis Coburg.

## Geographie
Bischwind liegt etwa 16 Kilometer südwestlich von Coburg am Fuß des Lichtensteiner Waldes. Durch den Ort fließt der Bischwindergraben, ein Zufluss der Alster. Die Kreisstraße CO 9 verbindet Bischwind mit Lichtenstein und Heilgersdorf.

## Geschichte
Die Erstnennung von Bischwind war 1151 mit „Rovdolfus de biscofheswineden“ als Zeuge in einer Bamberger Urkunde. Dies ist allerdings fraglich, da der Ort mit Bischwind am Raueneck in älteren Urkunden nicht ohne weiteres auseinandergehalten werden kann. Eine sichere urkundliche Erwähnung folgte im Jahr 1268 mit „Biscofeswinede“, als die Lichtensteiner den Ort als Coburger Lehen erhielten. Im Jahr 1671 hatte Bischwind 18 Herd- oder Feuerstellen.
1735 wurden die evangelischen Kirchgemeinden von Bischwind und Lichtenstein zusammengelegt. Bischwind gehörte zum Hochstift Würzburg, das 1803 säkularisiert und zum größten Teil dem Kurfürstentum Bayern zugeschlagen wurde. Von Dezember 1806 bis 1814 gehörte Bischwind zum Großherzogtum Würzburg. 1862 erfolgte die Eingliederung Bischwinds in das neu geschaffene bayerische Bezirksamt Ebern.
1875 hatte Bischwind bei Heilgersdorf, wie der Ort damals hieß, 176 Einwohner, 100 Gebäude und 38 Wohngebäude. Die Schule befand sich in Lichtenstein. 6 Personen gehörten zum Kirchsprengel der römisch-katholischen Pfarrkirche in Pfarrweisach und 170 zu dem der evangelisch-lutherischen Pfarrei, die mit Lichtenstein vereinigt war und dort ihren Sitz hatte. 1876 wurde die Freiwillige Feuerwehr gegründet.
1925 lebten in Bischwind 137 Personen, die alle der evangelisch-lutherischen Kirche angehörten, und 29 Wohnhäuser. Im Jahr 1987 hatte das Dorf 103 Einwohner und 30 Wohnhäuser mit 33 Wohnungen.
Am 1. Juli 1971 wurde Bischwind in Heilgersdorf eingegliedert. Ein Jahr später folgte am 1. Juli 1972 die Auflösung des unterfränkischen Landkreises Ebern. Seitdem gehört Bischwind zum oberfränkischen Landkreis Coburg. Im Zuge der bayerischen Gebietsreform verlor Heilgersdorf am 1. Mai 1978 seine Selbstständigkeit als Gemeinde und wurde wie sein Ortsteil Bischwind ein Gemeindeteil der Stadt Seßlach.
Im Dezember 2009 wurde in Bischwind auf einer Ackerfläche von 7,6 Hektar eine Photovoltaikanlage mit fast 23.000 Solarmodulen in Betrieb genommen.

## Einwohnerentwicklung
| Jahr | Einwohnerzahl |
| ---- | ------------- |
| 1875 | 00000176      |
| 1900 | 00000155      |
| 1925 | 00000137      |
| 1950 | 00000194      |
| 1970 | 00000117      |
| 1987 | 00000103      |
| 2015 | 00000101      |
| 2025 | 0000088       |

## Sehenswürdigkeiten

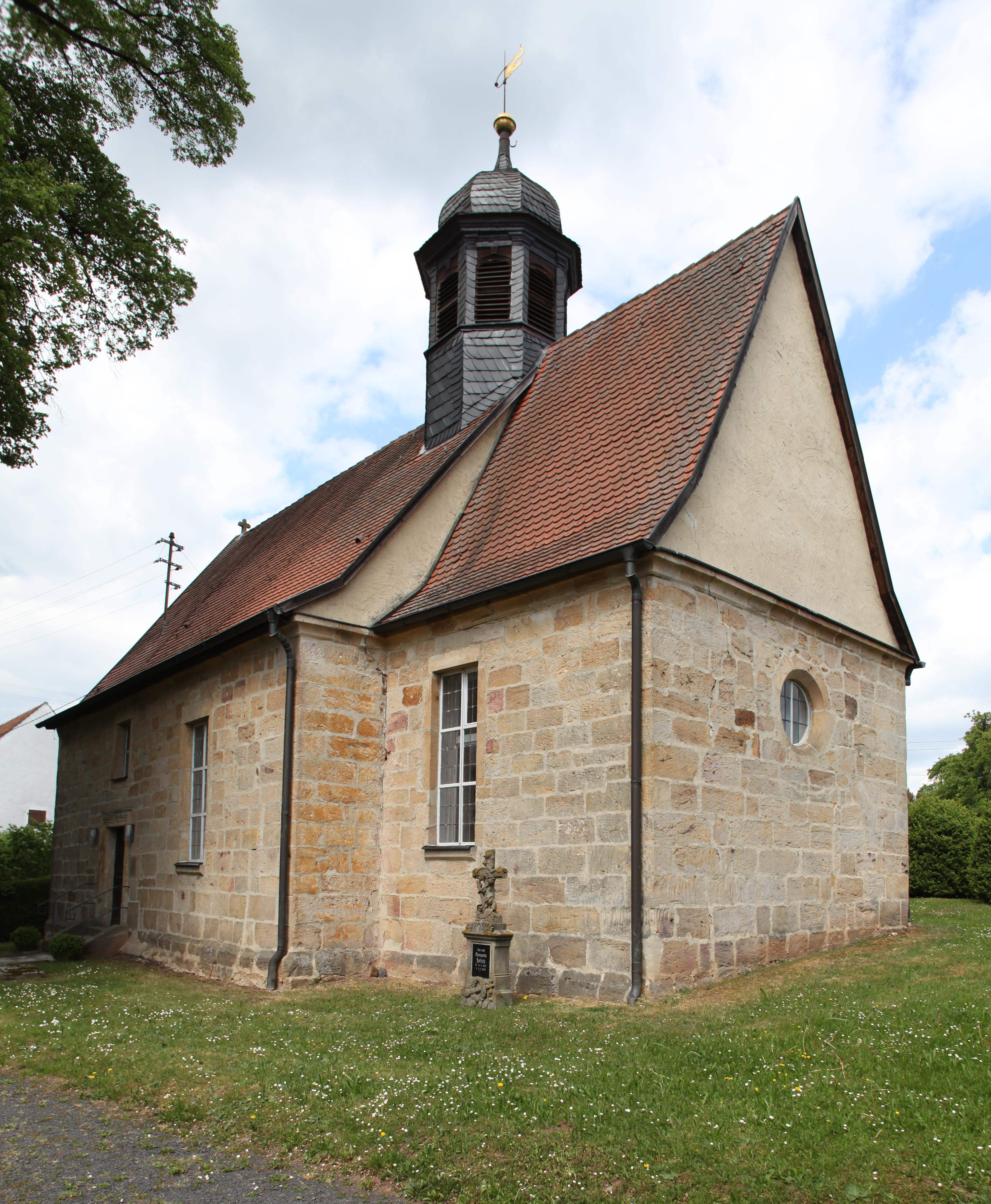
Evangelische Kirche

Die evangelisch-lutherische Kirche stammt wohl aus dem 17. Jahrhundert. Umbau und Erneuerungsmaßnahmen wurden 1843 durchgeführt. Die kleine Saalkirche hat Sandsteinwände, ein Satteldach mit Ziegeleindeckung und einen Dachreiter mit verschieferter, welscher Haube. Den eingezogene Chorraum verbindet ein spitzbogiger Triumphbogen mit dem Kirchhaus, in dem eine einstöckige Empore steht.
In der Bayerischen Denkmalliste sind drei Baudenkmäler aufgeführt.